# Karl Härringer
Karl Hugo Härringer (* 23. Juli 1913 in Burkheim am Kaiserstuhl; † 30. September 2008 in Freiburg im Breisgau) war ein deutscher Jurist, der als Pionier der Jugendhilfe galt und für sein berufliches und ehrenamtliches Engagement in diesem Bereich mehrfach hochrangig ausgezeichnet wurde.

## Leben
Härringer studierte Rechtswissenschaften in Freiburg und war dort Mitglied des KStV Neuenfels im KV. Nach Auseinandersetzungen mit der nationalsozialistischen SA setzte er sein Studium in Kiel und Hamburg fort. Als Soldat kehrte er 1945 mit schwerer Verwundung zurück. Nach Ende des Zweiten Weltkrieges wurde er Jugendstaatsanwalt am Amtsgericht Freiburg im Breisgau. Als Amtsgerichtsdirektor war er Jugend- und Vormundschaftsrichter. 1978 wurde er pensioniert.
1947 gründete er als Jugendstaatsanwalt das Jugendhilfswerk Freiburg. Zum 28. Oktober 1953 wurde das Jugendhilfswerk Freiburg e.V. als dessen Trägerverein gegründet. Härringer fungierte bis 1978 als dessen Vorstandsvorsitzender. Er war 1970 Gründer des Wissenschaftlichen Instituts des Freiburger Jugendhilfswerks e.V. (WI-JHW) an der Universität Freiburg.
Bereits 1946 wurde er von den Besatzungsmächten zu Jugendhilfetagungen eingeladen. 1949 führte er die erste eigene internationale Jugendhilfetagung in Freiburg durch. 1951 gründete er den deutschen Ableger der Internationalen Vereinigung von Sozialerziehern (AIEJI/VEGJD).
Er ist Namensgeber des Karl-Härringer-Haus des Jugendhilfswerks. Nach seiner Pensionierung 1978 gründete er das Heinrich-Hansjakob-Haus (HHH) in Freiburg, ein Haus für Begegnung, Beratung und Bildung älterer Menschen, das bundesweit zum Modellfall wurde. Vom Time Magazin wurde er der „erfolgreichste Bettler Deutschlands“ tituliert.
1954 wurde er von Kardinal-Großmeister Nicola Kardinal Canali zum Ritter des Ritterordens vom Heiligen Grab zu Jerusalem ernannt und am 9. Mai 1954 im Freiburger Münster durch Lorenz Jaeger, Großprior der deutschen Statthalterei, investiert.
Karl Härringer wurde mehrfach geehrt, darunter 1986 mit der Verdienstmedaille des Landes Baden-Württemberg und 1989 mit dem Großen Verdienstkreuz der Bundesrepublik Deutschland. Er wurde mit der Ehrenprofessur des Landes Baden-Württemberg ausgezeichnet.
Karl Härringer, der Gründer des Jugendhilfswerks Freiburg e.V. hat nach 1945 bis zu seinem Tod 2009 seine Mitgliedschaft in der NSDAP seit dem 1. Mai 1937 (Mitg. Nr. 4354865) verschwiegen.
In seiner 1994 erschienenen Autobiografie „Eine Chance für jeden“ (Rombach Verlag) hat Karl Härringer sich selbst als katholischen Opponenten gegen das Naziregime dargestellt und als Zeugen den damaligen Erzbischof von Freiburg Conrad Gröber benannt, welcher aktives Mitglied der SS war. Das Verschweigen der Mitgliedschaft seitens Karl Härringer hatte angesichts der Leitlinien des Jugendhilfswerks Freiburg e.V. Konsequenzen.
Karl Härringer war bis 2020 Namensgeber des Karl-Härringer-Hauses des Jugendhilfswerks. Dieses wurde aus oben genannten Gründen vom Jugendhilfswerk in ‚Haus am Sternwald‘ umbenannt.

## Schriften
- Eine Chance für jeden. Von der Jugendarbeit zur Altenhilfe., Rombach Verlag 1994